# بيتر برستون (صحفي)
بيتر برستون (بالإنجليزية: Peter Preston)‏ هو صحفي بريطاني، ولد في 23 مايو 1938 في ليسترشير في المملكة المتحدة، وتوفي في 6 يناير 2018 بسبب ورم ميلانيني.

## وصلات خارجية
- بيتر برستون على موقع ديسكوغز (الإنجليزية)